# Jozef August van Oostenrijk
Jozef August Victor Clemens Maria (Alcsútdoboz, 9 augustus 1872 – Rain, 6 juli 1962), aartshertog van Oostenrijk, was een lid van het huis Habsburg-Lotharingen. Hij was de zoon van aartshertog Jozef van Oostenrijk en prinses Clotilde van Saksen-Coburg-Gotha.

## Carrière
Hij was in dienst van het Oostenrijkse leger en had uiteindelijk de rang van veldmaarschalk.
Hij was van 1936 tot en met 1944 president van de Hongaarse Academie van Wetenschappen. Daarnaast ontving Jozef August eredoctoraten van de universiteit van Boedapest, van de technische universiteit van Boedapest en van de universiteit van Koloszvár.

## Huwelijk
Hij trouwde op 15 november 1893 met prinses Augusta Maria Louise van Beieren, de tweede dochter van Leopold van Beieren en Gisela Louise Marie van Oostenrijk. Ze kregen zes kinderen:
- Jozef Frans (1895-1957), trouwde met Anna Pia Monica, de jongste dochter van Frederik August III van Saksen
- Gisela Augusta Anna Maria (1897-1901), ze stierf op jonge leeftijd
- Sophie Clementine Elisabeth Clotilde Maria (1899-1978)
- Ladislaus Luitpold (1901-1946)
- Matthias Jozef Albrecht Anton Ignatius Maria (1904-1905), stierf op jonge leeftijd
- Magdalena (1909-2000), kunstschilderes en beeldhouwster

Hij stierf op 6 juli 1962 op 89-jarige leeftijd.

## Diamant
Een bekende diamant is de Aartshertog Joseph-diamant, die in november 2012 voor 16,9 miljoen euro is geveild.
De kleurloze diamant is een 76,02 karaats edelsteen, en was ooit in het bezit van Jozef August.
Frederik van Oostenrijk · Eugeen van Oostenrijk · Franz Conrad von Hötzendorf · Hermann Kövess von Kövesshaza · Alexander von Krobatin · Franz Rohr von Denta · Eduard von Böhm-Ermolli · Svetozar Boroević von Bojna · Jozef August van Oostenrijk